# Národní svaz za úplnou nezávislost Angoly
União Nacional para a Independência Total de Angola (UNITA) (česky: Národní svaz za úplnou nezávislost Angoly) je jedno z nejvýznamnějších osvobozeneckých hnutí v historii Angoly a současná politická strana v této jihoafrické zemi. Toto hnutí bylo dlouholetým protivníkem vládní MPLA v angolské občanské válce.
11. listopadu 1975 byla vyhlášena nezávislost Angoly na Portugalsku. Krátce na to v zemi vypukla občanská válka o politický vliv v zemi. Občanské války se zúčastnilo několik extremistických hnutí, které do vyhlášení nezávislosti bojovaly společně proti Portugalsku, avšak po vyhlášení nezávislosti k bojům mezi jednotlivými stranami především z etnických důvodů.

## Vznik hnutí UNITA

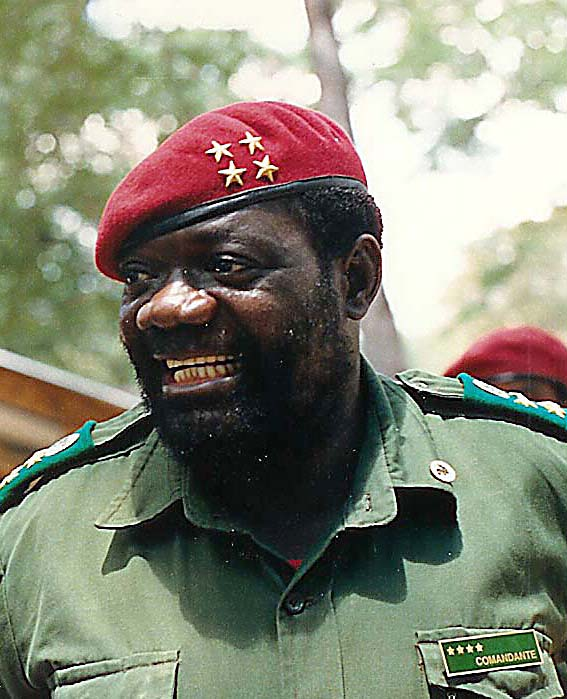
Jonas Savimbi

UNITA vznikla 13. března 1966 v městě Muangai, kdy ji založili Jonas Savimbi, pozdější vůdce strany, a Antonio da Costa Fernandes. Jonas Savimbi před založením strany UNITA, působil v UPA (Svaz národů Angoly) a díky svým řečnickým schopnostem se stal ministrem zahraničí FNLA (Národní fronta pro osvobození Angoly, bývalá UPA). Později údajně, jak on sám uváděl, získal ve Švýcarsku doktorát, nejspíš to však nebyla pravda. V roce 1964 však s několika dalšími členy FNLA opustil a o dva roky později založil UNITA. UNITA byla povstaleckým hnutím v Angole, jejichž politika byla ze začátku silně ovlivněna maoismem, především proto, že Savimbi byl v 60. letech na stáži v Číně, kde byl ohromen socialismem a chtěl jej realizovat i v Angole.
Poté, co z Angoly odešli Portugalci (1974-1975), existovala v Angole tři osvobozenecká hnutí, která si činila nároky na politickou moc. Prvním hnutím bylo hnutí MPLA jejichž členové pocházeli z kmene Mbundu, druhou organizací byla FNLA pocházeli z kmene Bakongo a třetím hutím byla UNITA, jejichž přívrženci pocházeli z kmene Ovimbundo. 5. ledna 1975 se sešli v keňské Mombase zástupci těchto tří hnutí a dohodli se na rovnosti FNLA, UNITA a MPLA (uznali pouze tato tři hnutí a vyřadili z bojů hnutí FLEC-hnutí za osvobození Cabindy) a na zachování územní integrity Angoly. 15. ledna 1975 se sešli zástupci hnutí se zástupci Portugalska ve městě Alvar a došlo k složení přechodné vlády s tím, že každé hnutí a i portugalští usedlíci získali tři křesla.
Avšak každá strana měla jinou představu o vývoji země a rozhodujícím faktem bylo, že MPLA v době vyhlášení nezávislosti Angoly, kontrolovala hlavní město Luandu, využila svého výhodného postavení a prohlásila stranu MPLA za jedinou legitimní stranu Angoly a ostatní hnutí prohlásila za povstalecká. To silně pobouřilo ostatní hnutí a taktéž dění v Angole vzbudilo pozornost ve světě. Socialistické země začaly podporovat hnutí MPLA, nejenže socialistické země uznaly MPLA jako stranu, ale začaly jej vojensky podporovat (Kuba zde vyslala do konce roku 1975 přes 11 000 vojáků, SSSR stranu podpořil finančním obnosem ve výši 150 milionů dolarů a to jen v roce 1975). Vojenská intervence Kuby, jak vyšlo po letech najevo, byla připravována již na jaře roku 1975. Kubánci k tomuto účelu školili angolské příslušníky MPLA. Právě podpora MPLA z řad socialistů zapříčinila, obrat v ideologie Savimbiho, který následně upustil od levicové ideologie. UNITA byla kubánskou ofenzivou téměř zničena v roce 1976 (27. března 1976 prohlásila MPLA výsledek bojů proti UNITA a vojákům z JAR, respektive příslušníků 32. batalionu za vítězství), ale podařilo se ji přežít a vytvořili si druhou vládu v provinčním městě Huambo.
Následně se pomalu reorganizovala a vytvořila síť partyzánských základen rozesetých po celé zemi. Hlavní základny měla v odlehlé provincii Cuando-Cubango. Tam pochopitelně měla nablízku i případnou pomoc od Jihoafričanů bez které by jen těžko mohla přežít.

## Unita zasahuje do občanské války
Následně začala být UNITA podporována USA (dříve podporovala FNLA, jenže ta přestala existovat v roce 1976, poté ji porazila MPLA spolu s kubánskými vojáky) jen z principu založeném na nepřítel mého nepřítele je můj přítel, v podstatě jiný důvod USA podporovat Angolu neměla. V roce 1986 byl dokonce Savimbi přijat v Bílém domě jako představitel demokratických sil v Angole.
Stále rostl silný vliv komunistických zemí v řadách MPLA a ta se stala klasickou komunistickou stranou řízenou z Moskvy, která prováděla rozsáhlé čistky uvnitř MPLA i mimo ni, zestátňovala vše, co jí přišlo pod ruku, a ruinovala už tak špatnou ekonomiku Angoly. Do sporu se vložila i Jihoafrická republika (až do konce 80. let byla součástí JAR i Namibie jako Jihozápadní Afrika), která cítila nebezpečí plynoucí z případného spojení SWAPO (partyzánská organizace bojující za osamostatnění Namibie) a komunistické MPLA. Na základě toho začala být UNITA podporována i ze strany JAR (s tím značně posílila i podpora USA), což byla neobvyklá událost, protože země silně odmítající zrušení zákonů apartheidu, začala podporovat černošské hnutí. V průběhu let 1978-1981 podnikaly jihoafrické jednotky spolu s UNITA útoky na velitelství a na výcvikové tábory SWAPO. Po několika úspěšných útocích na základny SWAPO, byly v blízkosti jejich budov rozmístěny jednotky MPLA, které jim měly vypomáhat proti útokům UNITA.

## Únos 66 československých občanů
Již v roce 1977 československá vláda rozhodla o vyslání odborníků na pomoc Angole. Jednalo se mnoho odborností od techniků v průmyslových odvětvích a potravinářství přes lesnické inženýry a zdravotníky.
Největší komunita žila a pracovala v provincii Benguela, ve střední Angole. Šlo o průměrně o 65-85 československých občanů a jejich rodinných příslušníků, kteří se podíleli na obnově provozu závodu na výrobu papíru a celulózy, práci ve zdravotním středisku a práci v elektrorozvodně v obci Alto Catumbela.
Po páté ráno 12. března 1983 zaútočilo komando složené ze dvou špičkových jednotek UNITA na obec Alto Catumbela a zajalo všech 66 československých občanů (28 expertů, 1 lékařku, 2 zdravotní sestry, 14 manželek odborníků a 21 dětí). Po několika letech vyšlo najevo, že velitel zásahu neměl žádné informace o cizincích ve městě, podle předchozích zpráv se zde mělo nacházet pouze několik bělochů. UNITA se rozhodla přesunout zajaté Čechoslováky na jih země. MPLA spolu s angolskou a kubánskou armádou chtěli na konvoj převážející československé občany zaútočit bez ohledu na fakt, že jsou převáženi neutrální civilisté. Útoku zabránil po konzultacích s Moskvou a Prahou Raul Castro, který dal příkaz se stáhnout a sledovat kolonu. Jonas Savimbi prohlásil, že dá zajatce zabít, pokud nepřátelské jednotky nepřestanou na konvoj UNITA dotírat. Následně zajatci vyrazili na tříměsíční cestu severovýchodním směrem, při které ušli pěšky 1 320 km a dalších cca 1 500 km strávili na korbách dvou nákladních aut. Po 111 dnech únosci propustili ženy, děti a 7 nemocných mužů. Zbytek 20 zajatců dorazil do ČSSR 23. června 1984.
Vyjednávání o propuštění zajatých Čechoslováků vedl náměstek ministra zahraničních věcí Stanislav Svoboda. Byla to nesmírně těžká práce, která byla ztěžována neochotou angolské strany k jakémukoliv kompromisu. Pan Svoboda byl obelháván stejně tak jako již měsíc před zajetím českoslovenští pracovníci diplomatické služby, kteří se snažili této události předejít. Angolská strana nechtěla za žádnou cenu československé občany z ohrožené oblasti stáhnout. Za tehdejšího systému to bez jejího souhlasu ale nebylo možné provést.
Aktivity našich pracovníků a následné události popsal ve svých knihách "Zajati v Angole" od "Než přišla UNITA" až po "Po 25 letech" jeden z přímých účastníků Lubomír Sazeček. Jsou tam popsány nejen události před zajetím, ale i pohled do archivu, kde jsou popsány a okomentovány i zmíněné diplomatické aktivity.

## Konec podpory MPLA a UNITA

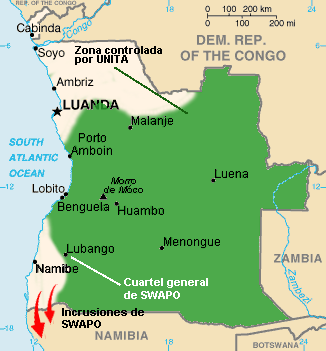
UNITA ovládala 70% území

Počátkem 90. let skončila studená válka a MPLA s UNITou tak ztratili své sponzory. To donutilo znepřátelené strany k jednání, která probíhala v letech 1990-1991 a vyústila v podpis smlouvy z Bicesse, podle ní mělo dojít k integraci UNITA do angolské armády, MPLA slíbila zavedení tržní ekonomiky a přechod z marxisticko-leninovské ideologie na sociálnědemokratickou a v zemi měly být následně vyhlášeny volby. Volby skutečně proběhly v roce 1992, jenže vyhrála strana MPLA, a to se samozřejmě nelíbilo Savimbimu, který volby prohlásil za zmanipulované, a v zemi znovu vypukla občanská válka.
UNITA během občanské války ovládla 70 % území, ale stále nedokázala ovládnout dvě nejdůležitější oblasti a těmi byly enkláva Cabinda bohatá na ropu, a hlavní město Luanda. Enklávu Cabinda spravovala vláda, která z příjmu z ropy financovala boj proti UNITA, a té naopak finanční příjmy na boje proti vládě poskytoval obchod s diamanty. Postupem času začaly vládní jednotky vytlačovat jednotky UNITA z oblastí bohatých na diamanty, UNITA tak neměla dostatek peněz. V březnu 1996 se dos Santos a Savimbi sešli v gabonském Libreville, aby dojednali vytvoření „vlády národní jednoty a usmíření“. Po celý rok 1996 probíhalo dohadování o podrobnostech rozdělení postů v nové vládě. 11. dubna 1997 se vláda národní jednoty a usmíření ujala své funkce. Přesto boje v zemi zcela neustávaly. OSN uvalila na UNITA sankce. Boje stále pokračovaly, až na konci roku 1999 24. prosince, bylo dobyto historické centrum UNITA město Jamba.

## Konec války v Angole
UNITA se však nechtěla vzdát a stále pár let pokračovala v partyzánském boji, ale situace pro ni byla stále horší a horší, což vyvrcholilo zavražděním Savimbiho 22. února 2002. Po smrti Jonase Savimbiho UNITA přestala s útoky proti vládním jednotkám, vojáci UNITA a jejich rodiny (dohromady okolo 350 000) se shromáždili v 33 demobilizačních táborech. Definitivní mírová dohoda byla podepsána 4. dubna 2002. K jednání nebyli pozváni zahraniční představitelé, protože podle dos Santose právě OSN, a také USA, Rusko a Portugalsko svým postojem umožnily znovuvyzbrojení UNITA poté, co měla být podle Lusackých dohod v roce 1995 odzbrojena.
V červenci 2002 se UNITA opět sjednotila a proběhla její transformace do politické strany. Pouze 5000 mužů z UNITA bylo integrováno do angolské armády. V červnu 2003 se novým předsedou UNITA stal Isaias Samakuva, dlouholetý zástupce UNITA v Londýně. Strana v roce 2008 získala i několik křesel v parlamentních volbách. Po Savimbiho smrti se potvrdilo, že právě on byl překážkou k mírovým dohodám o ukončení občanské války v Angole. Stejně jako se v následných letech potvrdilo, že Savimbiho smrt byla jediným cílem dos Santose, který se tak stal neomezeným pánem v Angole a směřuje k nejdéle vládnoucímu státníkovi v historii. Angolský lid ovšem v silně zkorumpovaném prostředí stále trpí hladem, negramotností a chorobami, zatímco zem plundrují dokonce i Číňané.